# Andrea Masi
Andrea Masi (30 de marzo de 1981 en L'Aquila, Abruzos) es un jugador de rugby italiano.
Su posición habitual está en el centro pero también ha jugado como apertura y zaguero. Actualmente juega con el club London Wasps de la liga de Inglaterra de Rugby 15.
Para el mes de septiembre de 2012 Masi ganó también 69 partidos con el equipo nacional italiano, y fue parte de la selección para la Copa Mundial de Rugby de 2003 en Australia, la Copa Mundial de Rugby de 2007 en Francia y la Copa Mundial de Rugby 2011 en Nueva Zelanda.
Nacido en L'Aquila, fue reconocido como un jugador con talento a temprana edad, y debutó con L'Aquila a los 16 años. Pronto lo llamaron a la selección nacional, e hizo su debut internacional con Italia contra el España en 1999. Se ha convertido en un habitual del equipo italiano, pero no intervino en el Torneo de las Seis Naciones hasta el año 2003 cuando él apareció contra la selección inglesa.
Se unió al Viadana en 2003 y también estuvo incluido en la selección italiana para la Copa Mundial de Rugby de 2003 en Australia aquel año. Vio su temporada de 2005 interrumpida por una herida. En el Torneo de las Seis Naciones 2008, el nuevo entrenador Nick Mallett puso a Masi como apertura, un puesto que no había desempeñado antes pero muchos expertos creyeron que este cambio no tuvo éxito y volvió a actuar como zaguero al comienzo del Torneo de las Seis Naciones 2009.
En marzo de 2011, Masi fue elegido Jugador del Campeonato de las Seis Naciones. Masi logró el tardío ensayo de Italia en su primera victoria contra Francia en el campeonato.
En junio de 2011 se unió al ironi del Pro12 italiano luego, cuando el equipo no continuó en 2012, se unió al London Wasps.
Masi participó en el Torneo de las Seis Naciones 2013, saliendo como titular en las cinco jornadas. En la cuarta jornada, frente a Inglaterra, fue sustituido por Tobias Botes en los minutos 46 a 50. Y en la quinta jornada, en la histórica victoria de Italia frente a Irlanda, fue sustituido por Tommaso Benvenuti en el minuto 66.
Seleccionado dentro del equipo de 31 hombres para la Copa Mundial de Rugby de 2015, salió de titular en el primer encuentro, contra Francia, pero resultó lesionado a los diez minutos de juego, siendo sustituido por Enrico Bacchin; su lesión en el tendón de Aquiles le deja fuera del torneo.